# Werner Carstens
Werner Carstens (* 25. August 1899 in Harmsdorf, Holstein; † 25. Mai 1948 in Schleswig) war ein deutscher Historiker und Archivar.

## Leben und Wirken
Carstens war Sohn eines Lehrers, wuchs aber in Kiel auf. Nach seiner Reifeprüfung in Kiel im Jahre 1917 studierte Werner Carstens Geschichte, Germanistik und Geographie an den Universitäten Kiel, Freiburg/Br. und Wien. 1925 promovierte er bei Carl Rodenberg an der Christian-Albrechts-Universität zu Kiel. Im selben Jahr begann er seine Archivtätigkeit, zunächst als Volontär am Preußischen Geheimen Staatsarchiv; 1927 wechselte er an das Staatsarchiv Breslau und 1930 an das Staatsarchiv Danzig. Seit 1934 war er dann am Staatsarchiv in Kiel tätig, unterbrochen von Kriegsdienst und Gefangenschaft. In der Kriegsgefangenschaft erkrankte er an einer Nierenentzündung, 1946 kehrte er aus englischer Kriegsgefangenschaft heim. Im gleichen Jahr wurde er zum Landesarchivrat ernannt. 
Carstens legte eine Reihe von wissenschaftlichen Arbeiten zur mittelalterlichen Geschichte Schleswig-Holsteins vor.

## Schriften
- Die Landesherrschaft der Schauenburger und die Entstehung der landständischen Verfassung in Schleswig-Holstein. Teil I. In: Zeitschrift der Gesellschaft für schleswig-holsteinische Geschichte. Bd. 55 (1926), S. 288–399 (Dissertation Universität Kiel) (Digitalisat).
- Die Wahl König Christians I. von Dänemark zum Herzog von Schleswig und Grafen von Holstein i. J. 1460. In: Zeitschrift der Gesellschaft für schleswig-holsteinische Geschichte, Bd. 60 (1931), S. 231–264 (Digitalisat).
- Untersuchungen zur Geschichte des Adels und des adligen Gutes in Holstein im Mittelalter. In: Zeitschrift der Gesellschaft für schleswig-holsteinische Geschichte, Bd. 63 (1935), S. 66–103 (Digitalisat).
- Christian I. und Henning Pogwisch. Ein Beitrag zur Geschichte der Stände in Schleswig-Holstein im 15. Jahrhundert. In: Zeitschrift der Gesellschaft für schleswig-holsteinische Geschichte, Bd. 64 (1936), S. 145–160 (Digitalisat).
- Zur Entstehungsgeschichte der nordfriesischen „Siebenhardenbeliebung“ und der Eiderstedter „Krone der rechten Wahrheit“ vom Jahre 1426. In: Zeitschrift der Gesellschaft für schleswig-holsteinische Geschichte, Bd. 65 (1937), S. 368–378 (Digitalisat).
- Bündnispolitik und Verfassungsentwicklung in Dithmarschen bis zur Mitte des 15. Jahrhunderts. In: Zeitschrift der Gesellschaft für schleswig-holsteinische Geschichte, Bd. 66 (1938), S. 1–37 (Digitalisat).
- Die Gründungsurkunde der Stadt Kiel. In: Zeitschrift der Gesellschaft für schleswig-holsteinische Geschichte, Bd. 67 (1939), S. 1–28 (Digitalisat).
- Kieler Urkundenfälschungen. Die Gründung der Stadt Kiel im Rahmen der holsteinischen Städtepolitik nach der Schlacht bei Bornhöved. In: Mitteilungen der Gesellschaft für Kieler Stadtgeschichte, Bd. 43 (1939), S. 51–64.
- Die altholsteinische Standesgliederung. In: Zeitschrift der Gesellschaft für schleswig-holsteinische Geschichte, Bd. 68 (1940), S. 279–301 (Digitalisat).
- Geschlecht und Beweisrecht in den Dithmarscher Landrechten. In: Zeitschrift der Gesellschaft für schleswig-holsteinische Geschichte, Bd. 69 (1941), S. 1–28 (Digitalisat).
- Die mittelalterliche Verfassung Dithmarschens und das Geschlechterwesen. In: Volquart Pauls / Werner Carstens: Dithmarschen im Mittelalter. Zwei Vorträge. Dulk, Hamburg 1948, S. 19–31.
- Beiträge zur Entstehung des schleswig-holsteinischen Staates. In: Zeitschrift der Gesellschaft für schleswig-holsteinische Geschichte, Bd. 74/75 (1951), S. 1–58 (Digitalisat).
- (Bearb.): Schleswig-Holsteinische Regesten und Urkunden. Bd. 6.1: 1376–1388, Bd. 6.2: 1389–1400. Wachholtz, Neumünster 1971.